# Coleshill (Buckinghamshire)
Coleshill – miasteczko w Wielkiej Brytanii, w Anglii, w regionie South East England, w hrabstwie Buckinghamshire. W 2011 roku liczyło 549 mieszkańców.